# Chemise

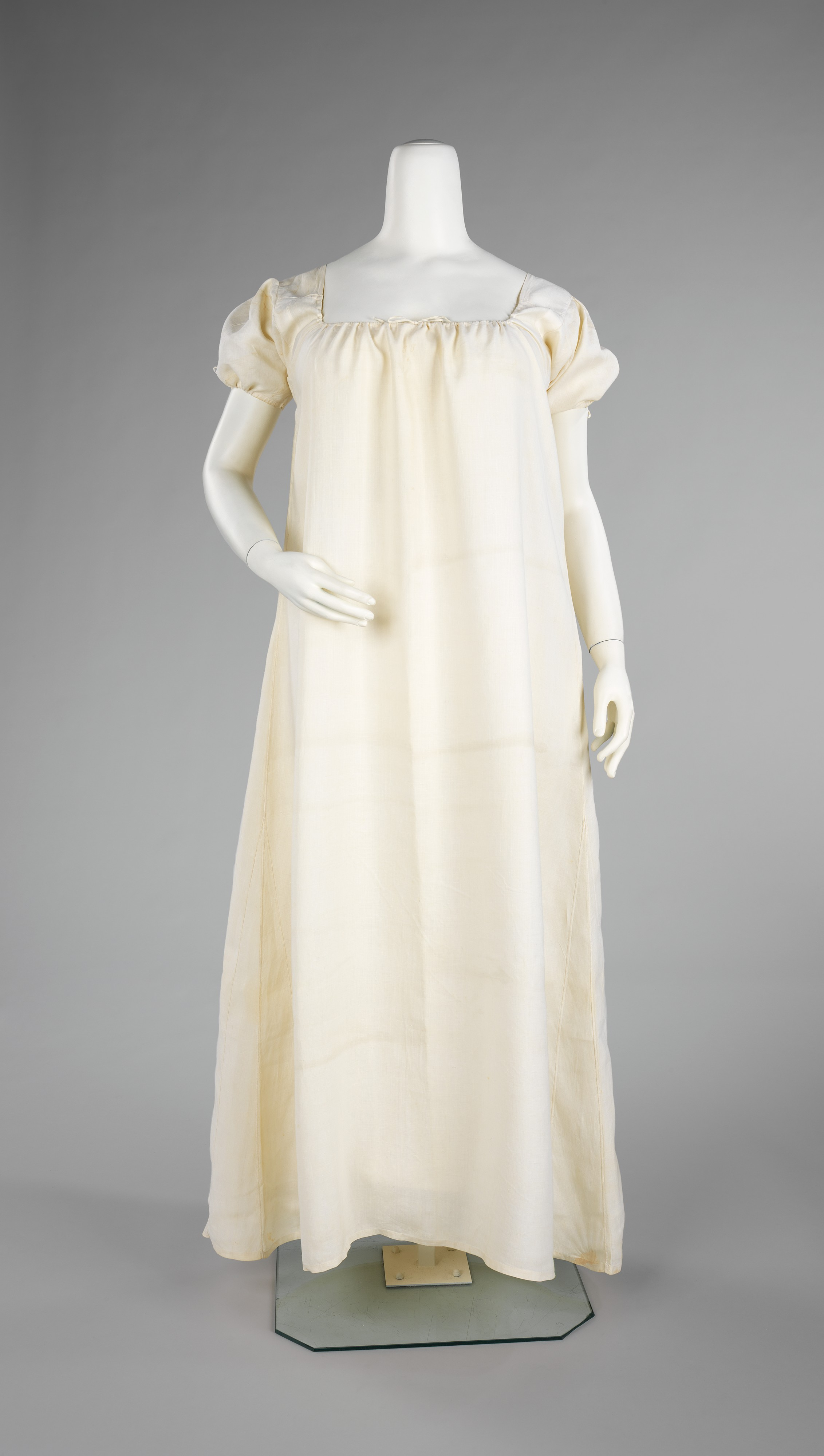
Camisa, linho, c.1790-1810. Instituto de Trajes do Museu Metropolitano de Arte : 2009.300.392.

Uma chemise, também conhecida como camisola, é uma peça clássica de roupa íntima ou vestido feminino. Originalmente, a chemise era uma vestimenta simples usada diretamente sobre a pele, com o objetivo de proteger as roupas do suor e da oleosidade corporal. Ela é considerada a precursora das camisas modernas, que hoje fazem parte do vestuário cotidiano nas nações ocidentais.

## Etimologia
A palavra "chemise" é um empréstimo linguístico do francês, onde significa "camisa". Ela está relacionada à palavra italiana "camicia" (ou "camisia" em latim), que, segundo Elizabeth Wayland Barber, provavelmente tem origem celta.

## História

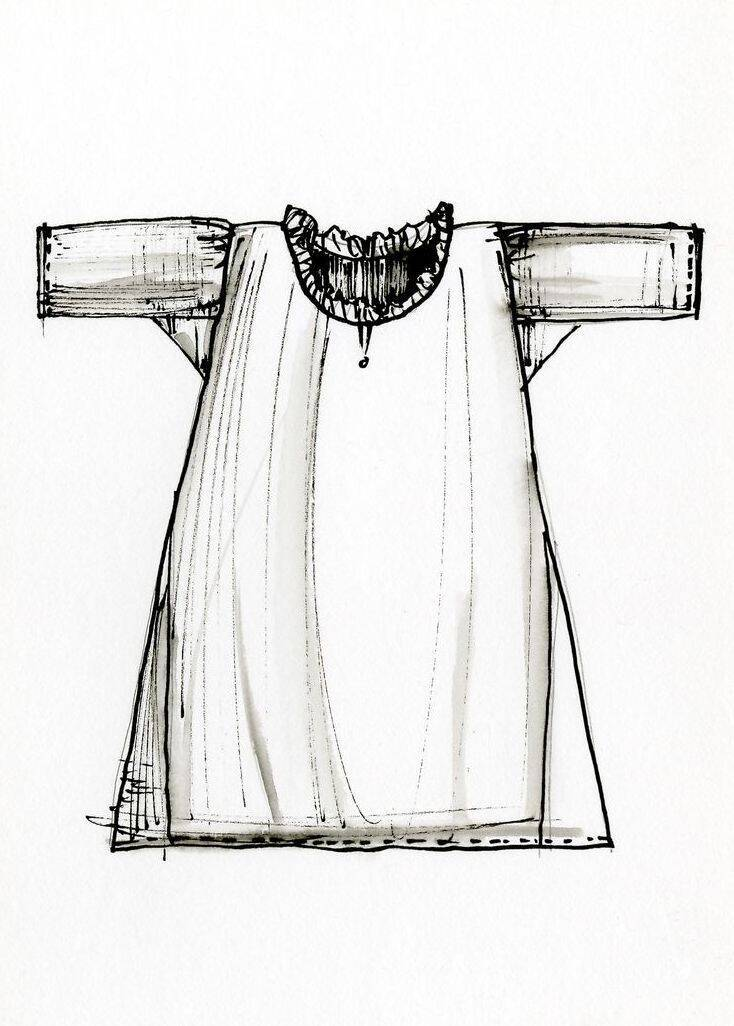
Um desenho de uma camisa, deitada. (2014)

A chemise parece ter evoluído a partir da túnica romana, ganhando popularidade na Europa durante a Idade Média. Naquela época, era frequentemente chamada de "kemse" ou "kemes". Originalmente, a chemise era usada como roupa íntima, ajustada à pele, com a função de proteger as roupas externas. Embora o termo seja mais associado à vestimenta feminina, ele também foi usado, entre o período medieval e o século XV, para descrever uma peça de roupa íntima masculina. As mulheres vestiam a chemise por baixo de seus vestidos ou robes, enquanto os homens combinavam a chemise com calças ou braies, usando-a por baixo de roupas como gibões e túnicas.
Uma chemise, também conhecida como camisola ou avental, era tradicionalmente costurada em casa pelas mulheres da família. Ela era confeccionada a partir de retângulos e triângulos cortados de um único pedaço de tecido, aproveitando ao máximo o material e evitando desperdícios. As camisas dos mais pobres eram feitas de tecido áspero e estreito, enquanto os mais ricos podiam se dar ao luxo de usar camisas volumosas, confeccionadas com linho fino, macio e suave.

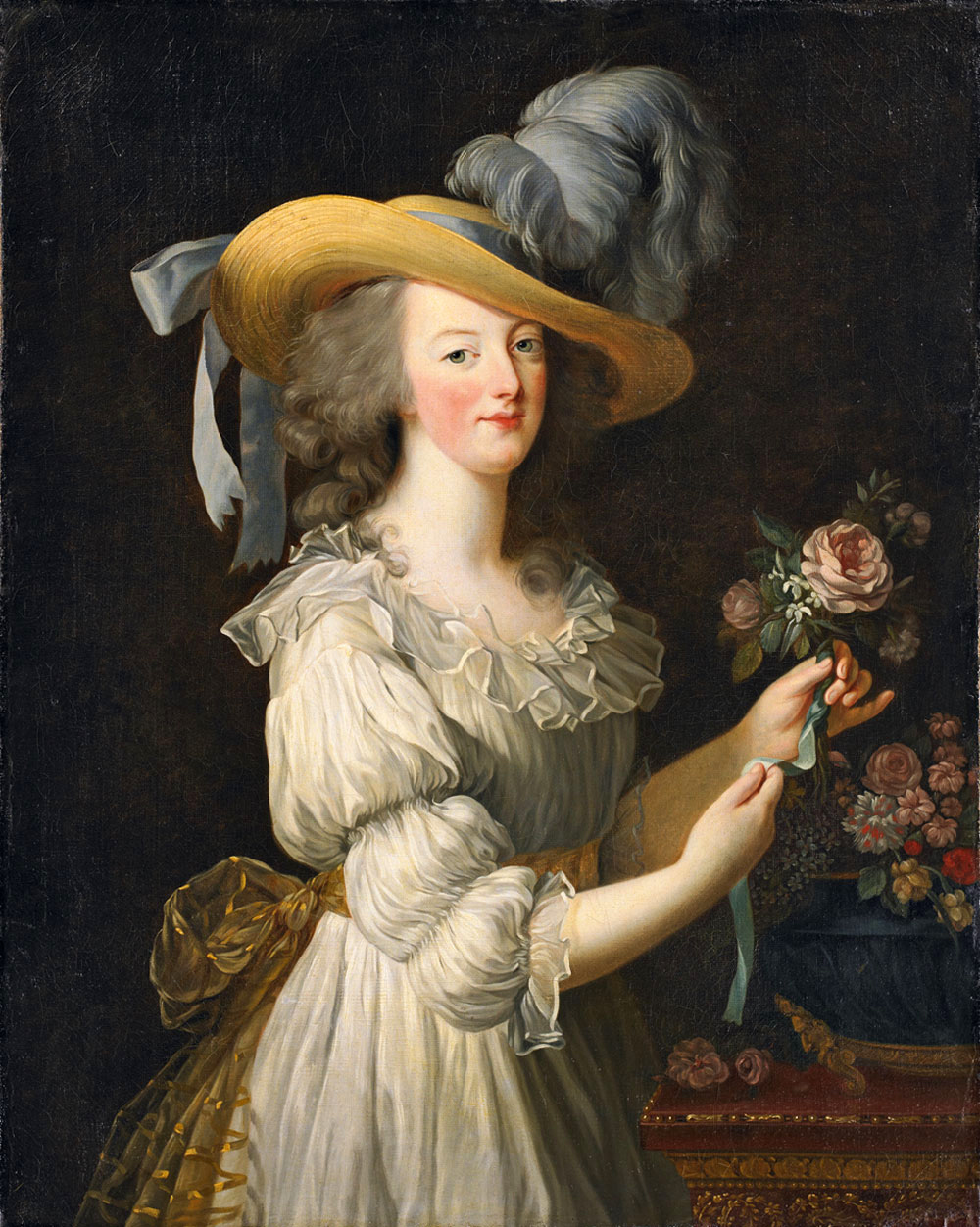
Maria Antonieta usando um vestido que ficou conhecido como chemise à la reine.

Até o século XV, as chemises eram geralmente confeccionadas em linho. Com o tempo, o algodão também passou a ser utilizado, pois ambos os tecidos eram fáceis de lavar. Naquela época, a roupa íntima era frequentemente a única peça de vestuário lavada regularmente. Nos séculos XVII e XVIII, o linho era considerado essencial para manter a limpeza e, consequentemente, a saúde. Uma camisa branca e bem engomada servia como um indicativo da higiene pessoal de uma pessoa.
O termo "chemise" foi utilizado pela primeira vez para descrever uma vestimenta externa na década de 1780, quando a rainha Maria Antonieta da França popularizou um tipo de vestido informal e solto, feito de algodão branco transparente. Esse vestido, que se assemelhava a uma chemise tanto no corte quanto no material, ficou conhecido como chemise à la reine. Confeccionado com tecidos muito leves e ligeiramente transparentes, como musselina, seda ou cambraia, ele se tornou um símbolo de elegância e simplicidade.
Ao longo do século XVIII, a palavra chemise continuou a ser usada para se referir principalmente a uma roupa íntima.

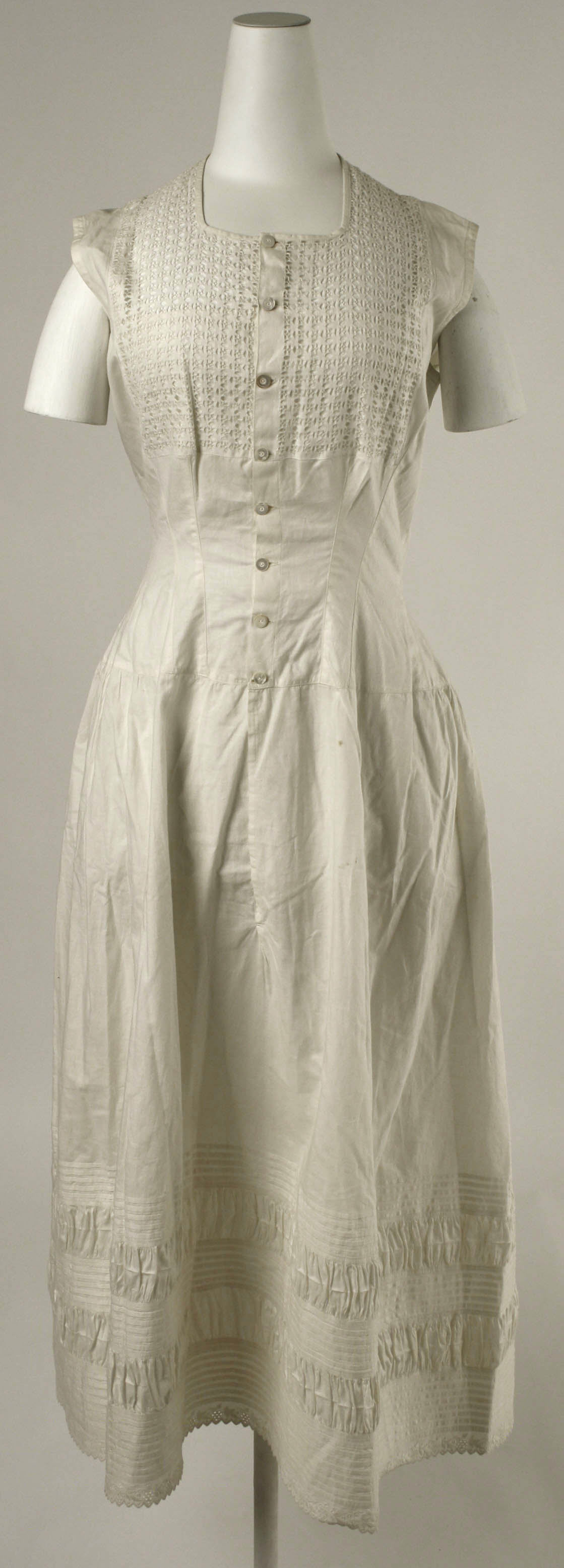
Chemise, algodão, provavelmente americana, c.1880. Instituto de Trajes do Museu Metropolitano de Arte : CI51.30.1.

No século XIX, a chemise, usada como roupa íntima, evoluiu para uma peça que se ajustava ao busto, sendo vestida diretamente sobre a pele, sob um espartilho. Seu formato e os tecidos empregados lembravam as chemises do final do século XVIII. Embora de design simples, as chemises do início do século XIX frequentemente incluíam pequenos elementos decorativos, como rendas ou bordas franzidas, acrescentando um toque de delicadeza à peça.
Enquanto as chemises do início e meados do século XIX eram frequentemente confeccionadas em algodão simples e apresentavam um decote quadrado, ao longo do século, essas peças íntimas evoluíram, ganhando diferentes formas e estilos. Algumas versões passaram a ser altamente decorativas, adornadas com enfeites e bordados. À medida que o século avançava, novos tipos de roupas íntimas começaram a surgir, refletindo as mudanças na moda e nas necessidades das mulheres.
Nos países ocidentais, a chemise como roupa íntima caiu em desuso no início do século XX, sendo gradualmente substituída por sutiãs, cintas e camisolas. Além disso, as calcinhas passaram a ser amplamente adotadas, refletindo as mudanças nas preferências e nas conveniências do vestuário íntimo.
Pode-se afirmar que as chemises masculinas evoluíram para as camisetas comuns, que ainda servem como roupa íntima. Além disso, a chemise deu origem à smock-frock, uma vestimenta usada por trabalhadores ingleses até o início do século XX. Seu corte solto e mangas largas eram ideais para o trabalho pesado. O termo "smock" ainda é empregado para designar jaquetas de combate militares no Reino Unido.

## Chemisemoderna
Uma chemise moderna pode ser considerada uma camisola e geralmente é uma peça feminina que lembra vagamente as camisas antigas, mas com um design mais delicado e frequentemente mais revelador. Comumente, o termo se refere a uma roupa íntima larga e sem mangas ou a um tipo de lingerie que não se ajusta à cintura. Também pode designar um vestido curto, sem mangas, com um corte reto nos ombros e solto na cintura. Normalmente, uma camisola não possui botões ou fechos, sendo vestida por cima da cabeça ou colocando-se em pé e puxando-a para cima.
Como lingerie, uma chemise é semelhante a um babydoll, sendo ambos peças curtas, largas e sem mangas. No entanto, os babydolls costumam ser mais soltos na região dos quadris, oferecendo um ajuste mais fluido e descontraído.